# 第二正規化
第二正規化（2NF）是資料庫正規化所使用的正規形式。規則是要求資料表裡的所有資料都要和該資料表的鍵（主键与候选键）有完全依赖关系：每个非键属性必须独立于任意一个候选键的任意一部分属性。如果有哪些資料只和一个鍵的一部份有關的話，就得把它們獨立出來變成另一個資料表。如果一個資料表的键只有單個欄位的話，它就一定符合第二正規化。
一個資料表符合第二正規化若且唯若
- 它符合第一正規化
- 所有非键字段都不能是候选键非全体字段的函数

## 範例
有一個資料表記錄了設備元件的資訊，如下所示：
| 元件 ID （主键） | 價格  | 供應商ID （主键） | 供應商名稱      | 供應商住址 |
| ---------------- | ----- | ----------------- | --------------- | ---------- |
| 65               | 59.99 | 1                 | Stylized Parts  | VA         |
| 73               | 20.00 | 1                 | Stylized Parts  | VA         |
| 65               | 69.99 | 2                 | ACME Industries | CA         |

這個資料表的每個值都是單一值，所以它符合第一正規化。因為同一個元件有可能由不同的供應商提供，所以得把元件 ID 和供應商 ID 合在一起組成一個主键。
元件（关键词）和價格之間的關係很正確：同一個元件在不同供應商有可能會有不同的報價，所以價格確實和主鍵完全相關（完全依赖）。
另一方面，供應商的名稱和住址就只和供應商 ID 有關（部分依赖），這不符合第二正規化的原則。仔細看就會發現 "Stylized Parts" 這個名稱和 "VA" 這個住址重複出現了兩次；要是它改名了或是被其他公司併購了怎麼辦？這時候最好把這些資料獨立出新的資料表：
| 供應商 ID （主键） | 名稱            | 住址 |
| ------------------ | --------------- | ---- |
| 1                  | Stylized Parts  | VA   |
| 2                  | ACME Industries | CA   |

這麼一來，原本的 "元件來源" 資料表就得要做相對應的改動：
| 元件 ID （主键） | 價格  | 供應商 ID（主键、非关键词） |
| ---------------- | ----- | --------------------------- |
| 65               | 59.99 | 1                           |
| 73               | 20.00 | 1                           |
| 65               | 69.99 | 2                           |

檢查資料表裡的每個欄位，確認它們是不是都和关键词完全相關，
這樣才能知道這個資料表是不是符合第二正規化；
如果不是的話，就把那些不完全相關的欄位獨立出一個資料表。
接下來的步驟是要確保所有不是鍵的欄位都和彼此沒有相依關係，這就叫做第三正規化。

## 外部連結
- Database Nomalization Basics （页面存档备份，存于） by Mike Chapple （About.com）
- An Introduction to Database Normalization by Mike Hillyer.
- Normalization by ITS, University of Texas.
- A tutorial on the first 3 normal forms by Fred Coulson
- Free PDF poster available by Marc Rettig
- Description of the database normalization basics （页面存档备份，存于） by Microsoft